# Hypena plagiota
Hypena plagiota är en fjärilsart som beskrevs av Edward Meyrick 1899. Hypena plagiota ingår i släktet Hypena och familjen nattflyn. IUCN kategoriserar arten globalt som utdöd. Inga underarter finns listade i Catalogue of Life.